# Breitenau am Hochlantsch
Breitenau am Hochlantsch è un comune di 1 985 abitanti della Stiria (Austria).